# Vans Authentic

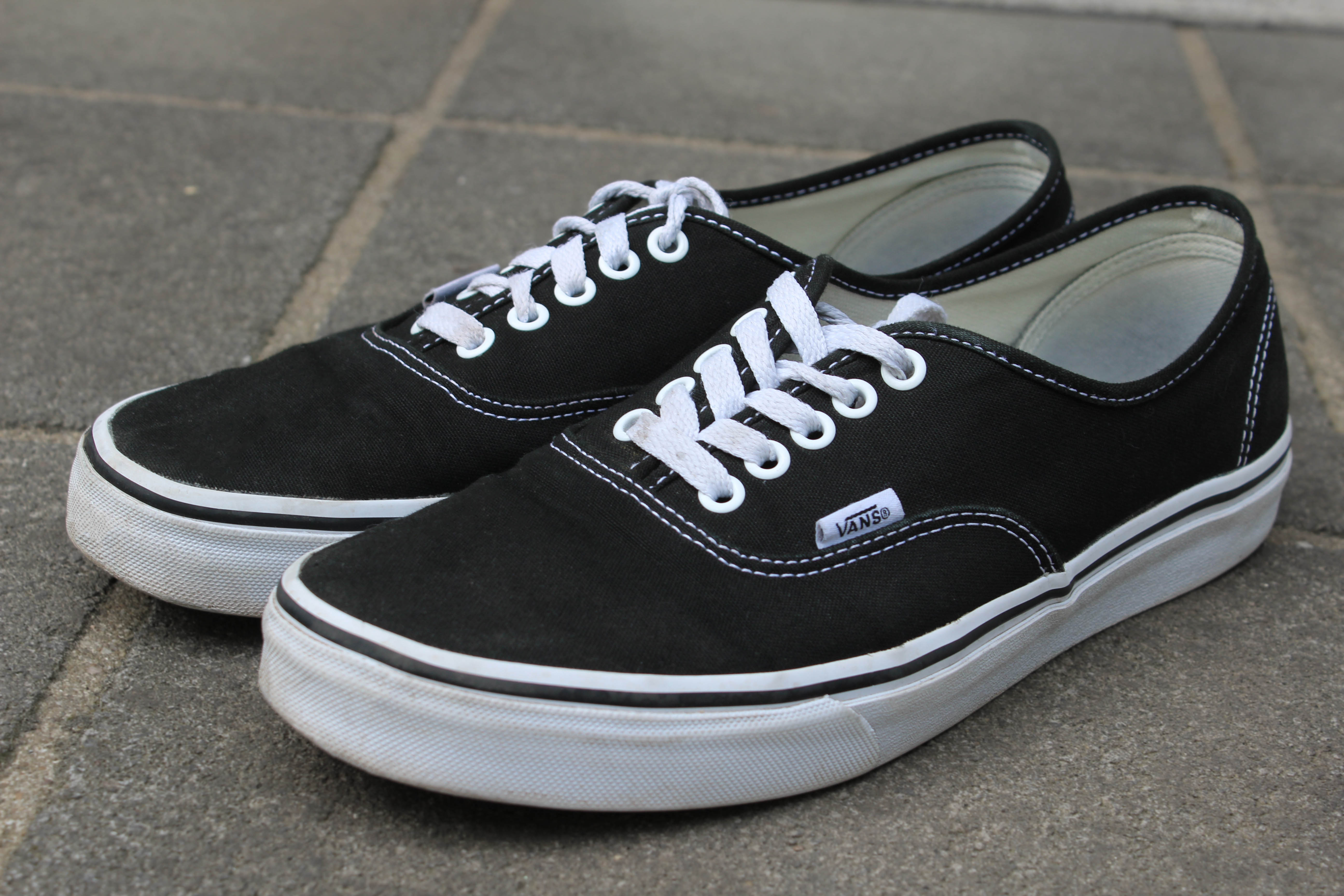
Modèle de Vans Authentic de couleur noire.

La Vans Authentic ou la Vans #44 est une série de modèle de chaussure de sport du fabricant américain Vans. Le modèle Authentic a été le premier produit de la société sorti le 16 mars 1966 et a été conçu par le fondateur Paul Van Doren.

## Technologie
La technologie de l'Authentic réside dans sa simplicité ; des semelles vulcanisées et un dessus en toile qui varie de couleur. Les chaussures de sport de la marque Vans ont été depuis la création de la marque associée à la pratique de skateboard.